# على موتها أغني (مسلسل)
على موتها أغني هو مسلسل بحريني من إنتاج شركة عمران ميديا. يتكون المسلسل من ثلاثين حلقة، وهو أول مسلسل يقوم بإخراجه المخرج الشاب علي العلي. صُور سنة 2009 م ، وعُرض أول مرة على قناة +mbc دراما المشفرة سنة 2010 م ، ثم عرض على تلفزيون البحرين وبعدها على قناة MBC-1 .

## القصة
تدور أحداث المسلسل حول وافد عربي وحبيبته المواطنة المُطلقة الذين يقعان في الحب ويواجهان ضغوطات المجتمع التي تدفعهما ليكونا من أكبر مهربي المخدرات في الخليج، يتناول المسلسل قضايا حساسة مثل حياة السجون، واستمرار المجرمين في عملياتهم حتى من داخل السجن، كما يتناول المسلسل معاناة المرأة عندما يتعلق حلمها بإنجاب آية.

## بطولة
(فاطمة عبد الرحيم- منذر الرياحنة، إبراهيم الحساوي، خالد أمين، علي الجابري،  سامي رشدان، ريم بوشناق.